# Mare de Déu de les Flors de Maig
La Mare de Déu de les Flors de Maig és una ermita neoromànica de Torrefeta, al municipi de Torrefeta i Florejacs, a la comarca de la Segarra. És un monument protegit i inventariat dins el Patrimoni Arquitectònic Català.

## Situació
L'ermita es troba als alts plans dels Nials, al sud de Guissona, fregant el seu terme municipal. Pel seu costat hi passa el camí-pista de Guissona a Torrefeta, on també s'aixeca la Creu de terme de Torrefeta, uns setanta metres més al sud. Cap a l'est destaca la silueta de la Torre d'en Carlos, casal situat ja dins el terme de Guissona.
Per anar-hi amb vehicle, cal agafar la pista que surt, en direcció sud-est, del punt quilomètric 13,4 (41° 46′ 31.41″ N, 1° 16′ 55.89″ E / 41.7753917°N,1.2821917°E) de la carretera L-311 (de Cervera a Guissona). Hi ha poc més de 700 metres de distància fins a l'ermita.

## Descripció

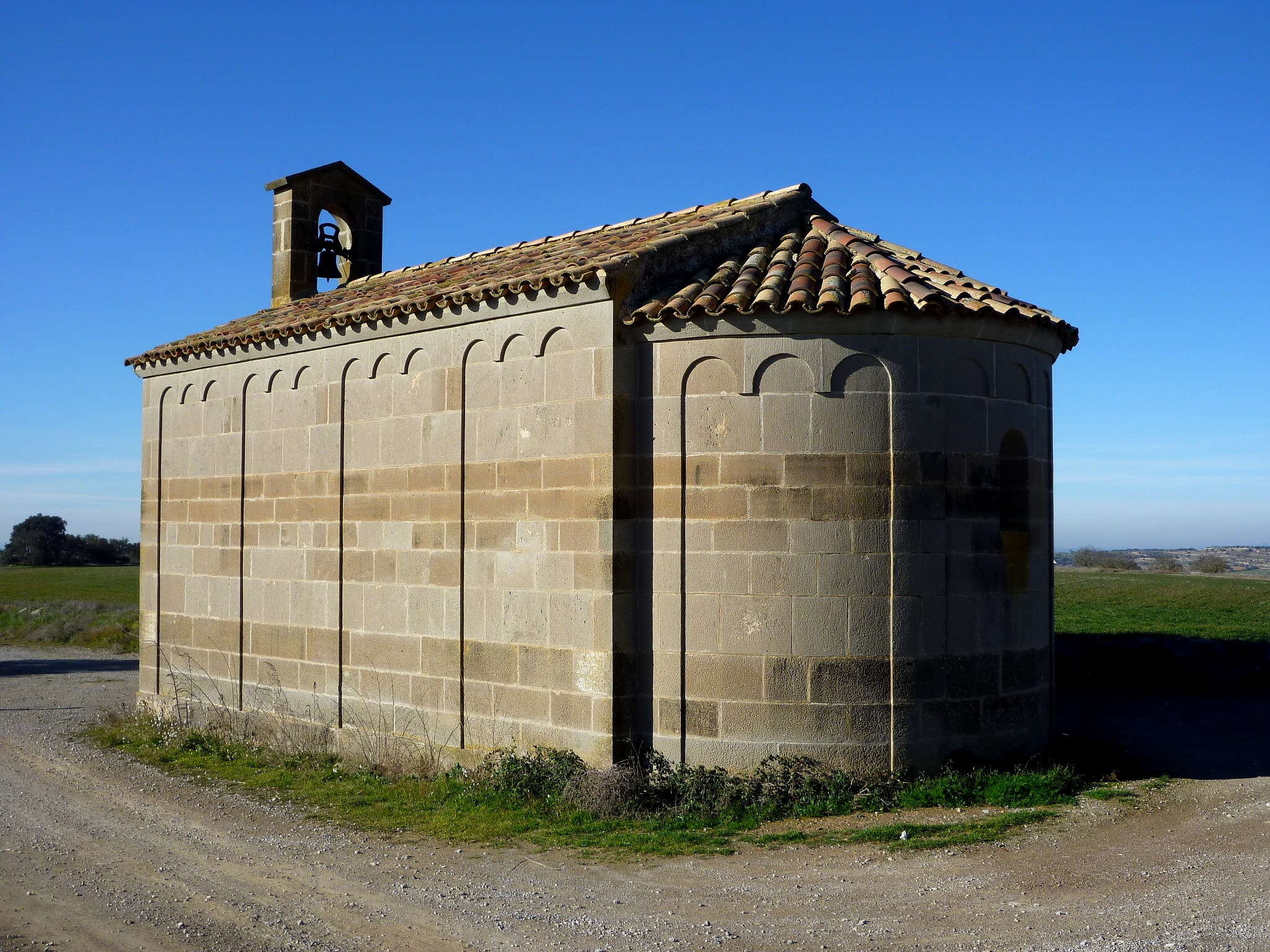
Vista lateral

Ermita és d'una sola nau i orientada de nord-est a sud-oest. Està construïda amb carreus molt ben treballats i les seves línies són sòbries, inspirades en el romànic. A la façana principal s'obre l'entrada amb arc de mig punt, sostingut per dues columnes amb el fust llis i capitells ornamentats. El frontis també és llis. Un campanar d'espadanya amb una sola obertura corona la façana, decorada amb arcs cecs i bandes llombardes. L'absis semicircular, amb una petita obertura, també està decorada amb arcs cecs i bandes llombardes de la mateixa manera que la resta de façanes. La coberta és de dues vessants, acabada en teules.

## Itinerari de les Flors de Maig
L'antic camí de Guissona a Florejacs, convertit en una ampla i arranjada pista, és un recorregut molt agradable i sovintejat per la gent de Guissona. Mena a l'ermita i, fet durant els mesos de maig o juny, permet gaudir d'una abundosa i variada florida, sorprenent en el tradicional secà de la Segarra. El nom de l'ermita, a més de poètic, és escaient.
Incia l'itinerari a la Font de la Salut que es troba a l'entrada de Guissona, venint de Tàrrega (41° 46′ 50.51″ N, 1° 16′ 57.63″ E / 41.7806972°N,1.2826750°E). Pujar en direcció sud, pel Passeig de la Fonteta. Als 200 metres es deixen les últimes cases i continua la pista. Als 400 metres (41° 46′ 36.77″ N, 1° 16′ 57.52″ E / 41.7768806°N,1.2826444°E) es deixa un desviament a l'esquerra. Poc més enllà la pista pren direcció sud-oest. Als 600 metres es creua la carretera L-311 i ja no es deixa la pista fins a arribar al destí, a 1.300 metres.